# Samantha Weinstein
Samantha Gail Weinstein (n. 20 martie 1995, Toronto, Ontario, Canada – d. 14 mai 2023, Toronto, Ontario, Canada) a fost o actriță canadiană.

## Carieră
De la vârsta de șase ani, ea a jucat în filme precum Jesus Henry Christ (2011) și Carrie (2013) și în scurtmetrajul Big Girl (2005), care i-au câștigat premii și recunoaștere.
Pe lângă faptul că a fost actriță, s-a remarcat ca actriță vocală pentru desene animate și ca cântăreață și chitaristă pentru trupa Killer Virgins.

## Moarte
La vârsta de 28 de ani, Weinstein a pierdut lupta cu cancerul ovarian la Spitalul Princess Margaret din Toronto.